# 1. Amateurliga Nordwürttemberg 1971/72
Die 1. Amateurliga Nordwürttemberg 1971/72 war die zwölfte Saison der 1. Amateurliga in Nordwürttemberg. Die Meisterschaft gewann der SSV Ulm 1846 mit vier Punkten Vorsprung vor Normannia Gmünd. Durch ein 4:0 über den FC Tailfingen als beste württembergische Mannschaft der Schwarzwald-Bodensee-Liga würde Ulm zudem württembergischer Meister. In der Aufstiegsrunde zur Regionalliga Süd belegte der SSV Ulm 1846 nur den dritten Platz und verpasste damit den Aufstieg.
Der SV Rehnenhof, der FV Zuffenhausen und die TSF Esslingen stiegen in die 2. Amateurliga ab.

## Abschlusstabelle
| Pl. | Verein                           | Sp. | Tore  | Punkte |
| --- | -------------------------------- | --- | ----- | ------ |
| 01. | SSV Ulm 1846                     | 30  | 73:20 | 48:12  |
| 02. | Normannia Gmünd                  | 30  | 93:40 | 44:16  |
| 03. | SV Göppingen (A)                 | 30  | 80:37 | 44:16  |
| 04. | VfB Stuttgart Amateure (M)       | 30  | 66:36 | 39:21  |
| 05. | VfL Sindelfingen                 | 30  | 49:41 | 31:29  |
| 06. | VfL Heidenheim *                 | 30  | 43:51 | 30:30  |
| 07. | Stuttgarter Kickers Amateure     | 30  | 38:43 | 29:31  |
| 08. | TSG Backnang                     | 30  | 54:66 | 29:31  |
| 09. | FV Nürtingen                     | 30  | 40:45 | 27:33  |
| 10. | SC Geislingen                    | 30  | 52:62 | 27:33  |
| 11. | Union Böckingen                  | 30  | 36:54 | 26:34  |
| 12. | TV Gültstein                     | 30  | 37:44 | 24:36  |
| 13. | Sportfreunde Schwäbisch Hall (N) | 30  | 33:50 | 23:37  |
| 14. | SV Rehnenhof (N)                 | 30  | 33:58 | 23:37  |
| 15. | FV Zuffenhausen (N)              | 30  | 31:52 | 22:38  |
| 16. | TSF Esslingen                    | 30  | 25:84 | 14:46  |

| (M) | 1. Amateurligameister Nordwürttemberg 1970/71                   |
| (A) | Absteiger aus der Regionalliga Süd 1970/71                      |
| (N) | Aufsteiger aus den 2. Amateurligen 1970/71                      |
| *   | VfL Heidenheim und TSB Heidenheim fusionieren zum SB Heidenheim |